# Gianluigi Colalucci
Gianluigi Colalucci   (Roma, 24 de desembre de 1929 - Roma, 28 de març de 2021) fou un restaurador italià conegut per ser el restaurador de la Capella sixtina de la Ciutat del Vaticà.

## Biografia
Nascut a Roma de família d'advocats, Colalucci es diplomaria a l'Institut Central de Restauració de Roma, sota la direcció de Cesare Brandi on també s'iniciaria la seva trajectòria professional. Aquesta passaria posteriorment per la superintendència de béns culturals de Sicília i pre Creta i Pàdua. La carrera de Colalucci faria un gir important quan l'any 1979 quan és nomenat cap dels laboratoris vaticans, a la mateixa Ciutat del Vaticà i poc després, l'any 1980, fou nomenat responsable de la restauració de la Capella Sixtina de Miquel Angel, treball que acaba l'any 1994.
Ha estat professor a les principals universitats, instituts i museus europeus, dels Estats Units, Austràlia i Japó i manté des de l'any 1991 un especial vincle amb el Departament de conservació i restauració de la Universitat Politècnica de València. L'any 1995, aquesta universitat l'investiria Doctor honoris causa.